# یوسپه د ریبرا
یوسپه دِ ریبرا (اسپانیایی: Jusepe de Ribera‎؛ ‏ ۱۲ ژانویهٔ ۱۵۹۱ – ۲ سپتامبر ۱۶۵۲) نقاش و چاپگر تنبریست اهل اسپانیا بود. از آثار مشهورش شهادت سنت فیلیپ را می‌توان نام برد.

## نگارخانه

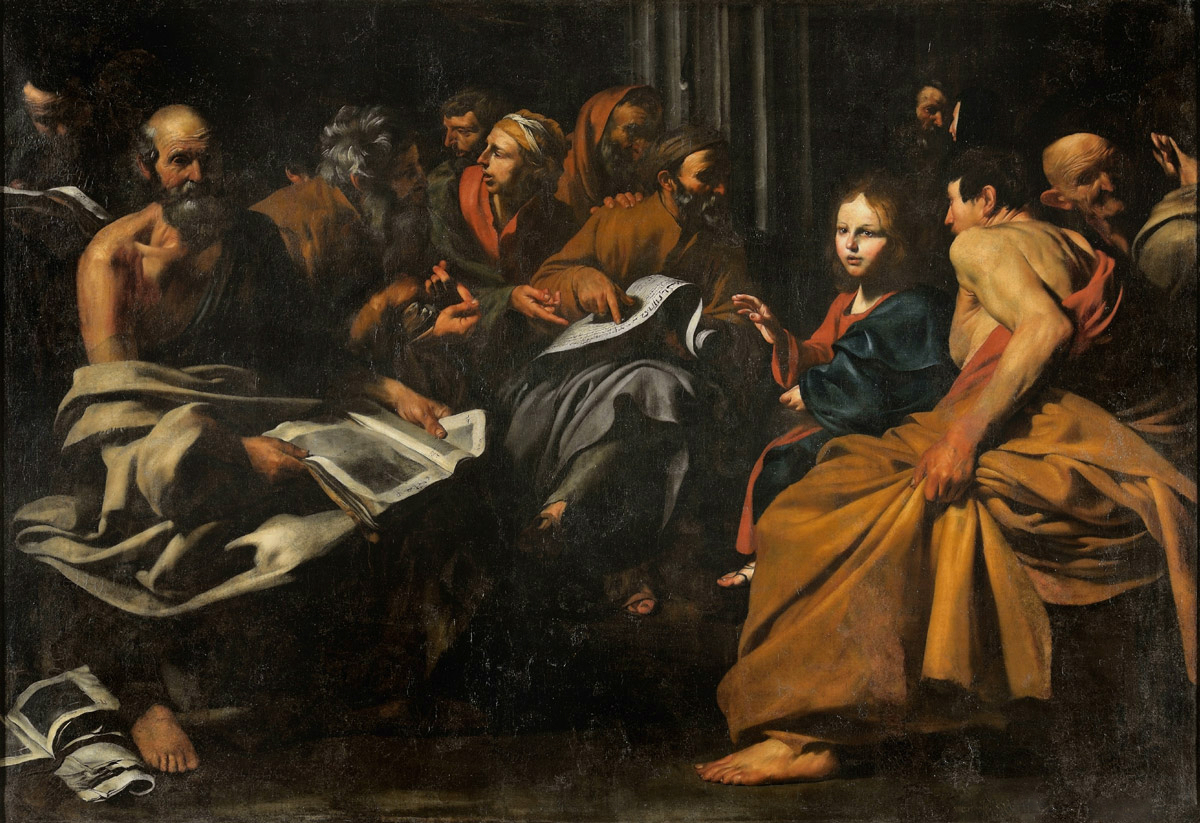
عیسی در میان عالمان در معبد حوالی ۱۶۱۳ م. موزه ملی کاپودیمونته
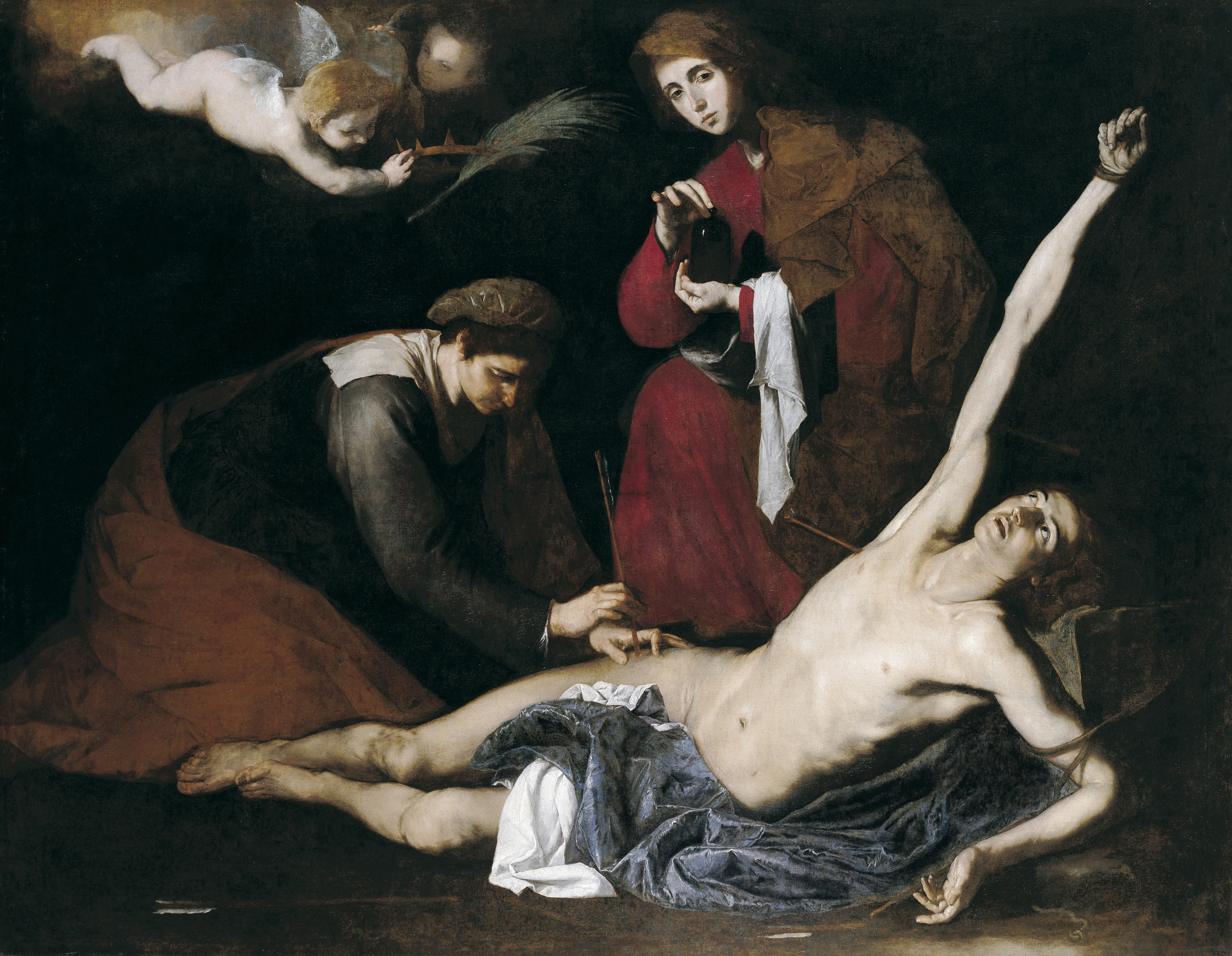
درمان سنت سباستین توسط زنان مقدس
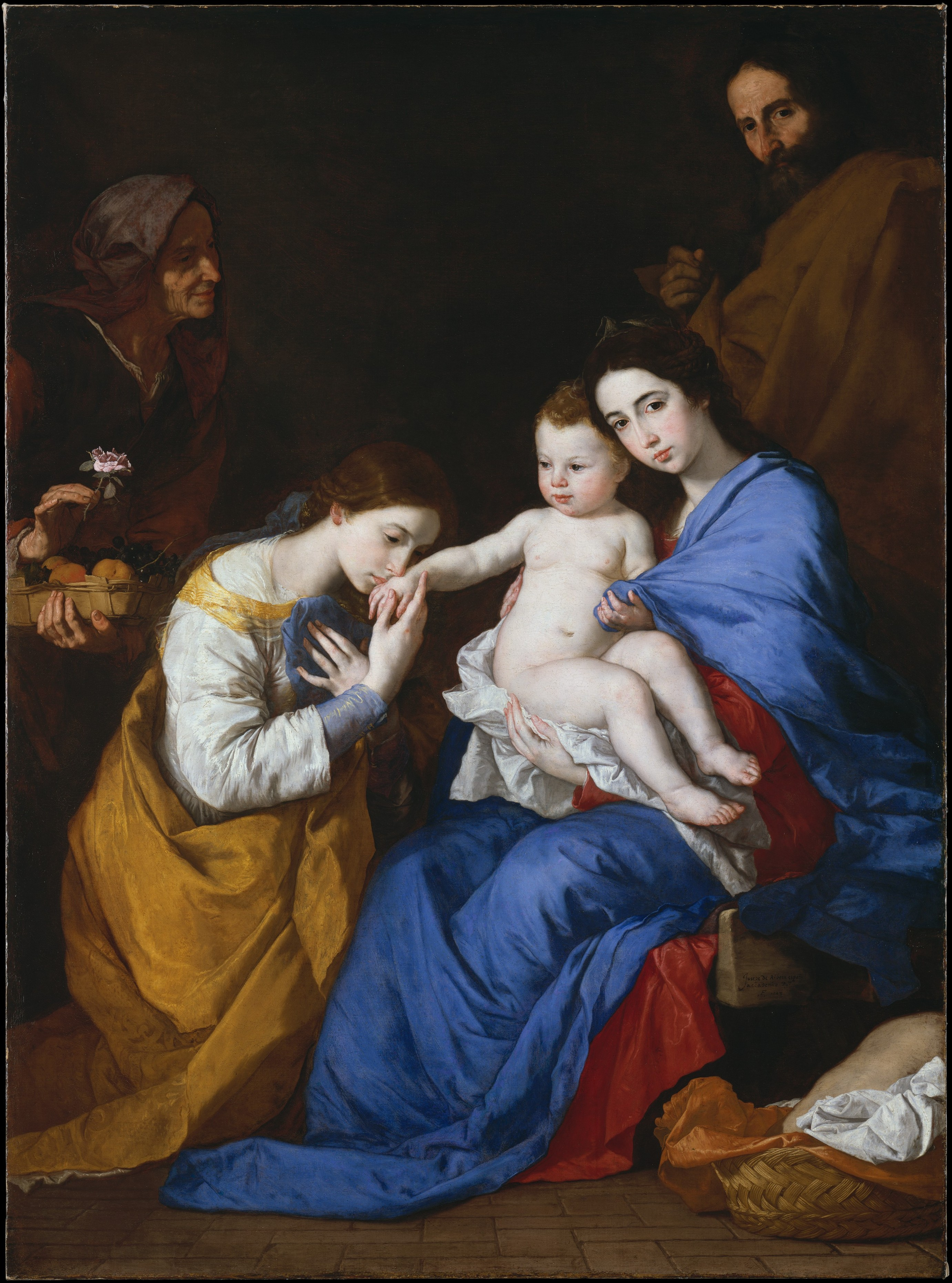
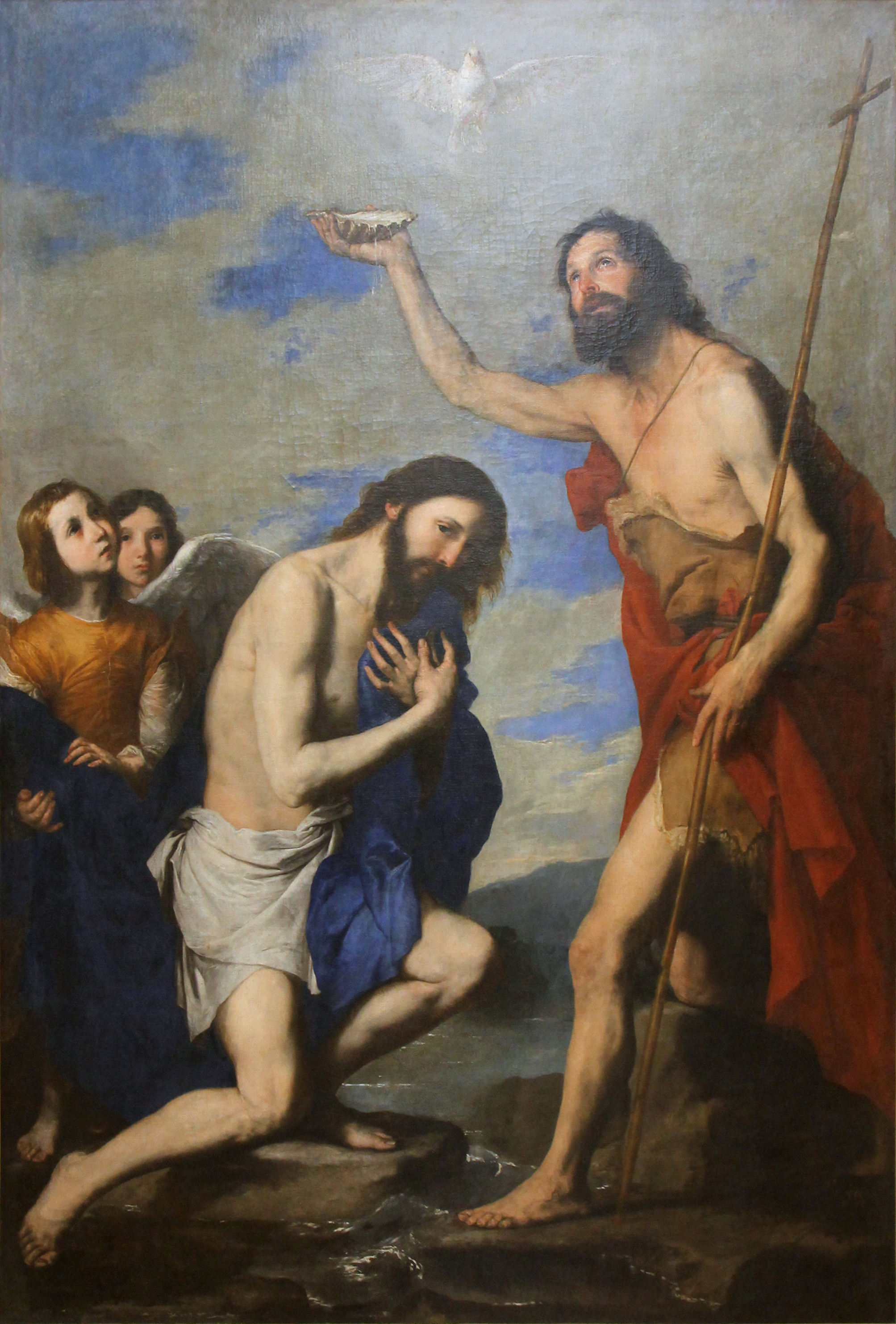
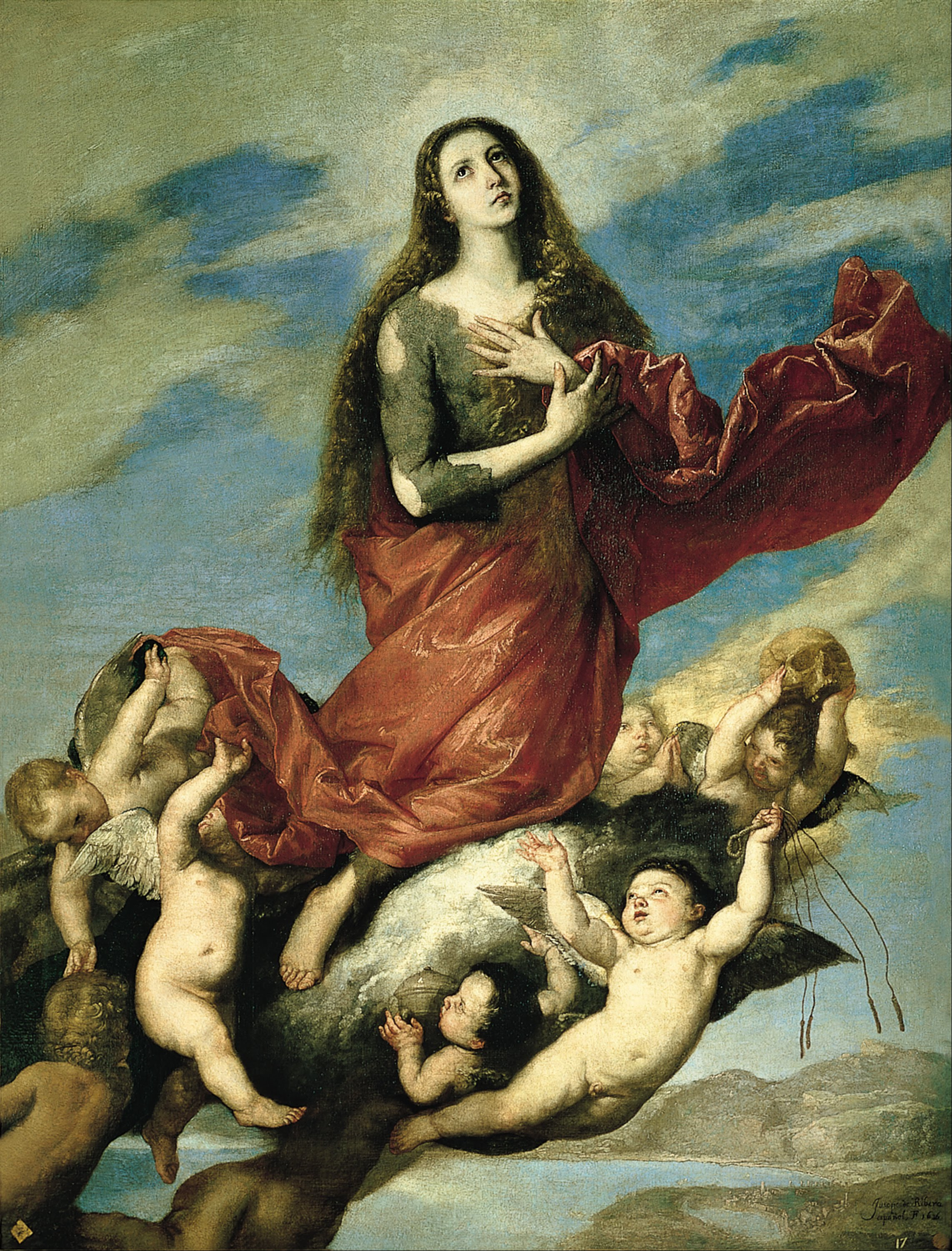
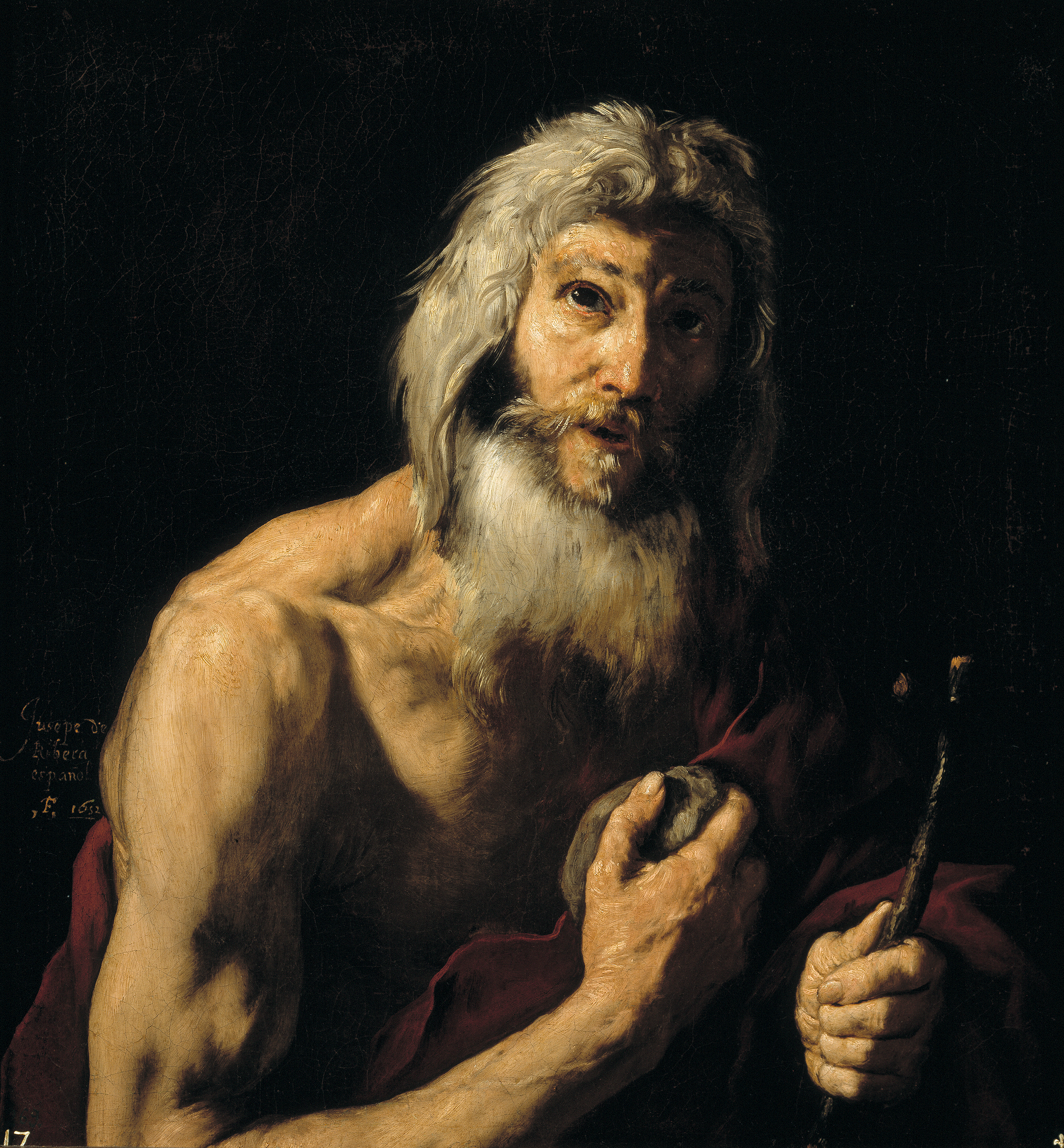
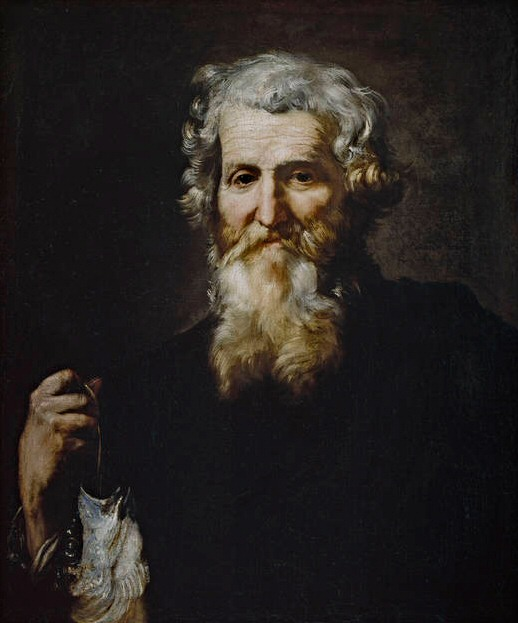
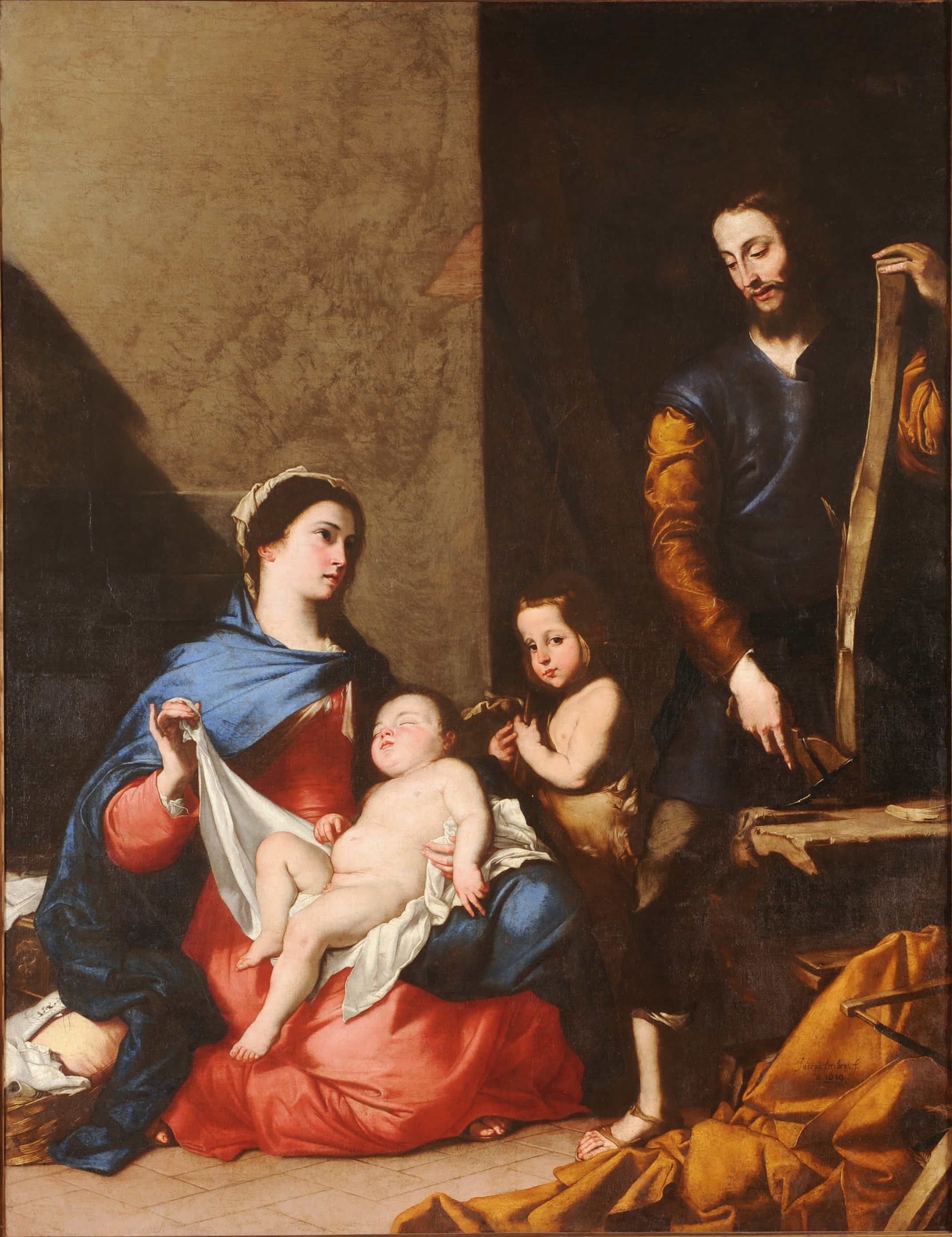
۱۶۲۱ م.
موزه هنرهای زیبای بیلبائو